# آرنالدو سالوی
آرنالدو سالوی (انگلیسی: Arnaldo Salvi; ۲۱ نوامبر ۱۹۱۵ – ۴ اکتبر ۲۰۰۲) بازیکن فوتبال اهل ایتالیا بود.
از باشگاه‌هایی که در آن بازی کرده‌است می‌توان به باشگاه فوتبال کرمونزه، باشگاه فوتبال اینتر میلان، باشگاه فوتبال برشا، و باشگاه فوتبال آتالانتا اشاره کرد.